# Orasemorpha xeniades
Orasemorpha xeniades är en stekelart som först beskrevs av Walker 1839.  Orasemorpha xeniades ingår i släktet Orasemorpha och familjen Eucharitidae. Inga underarter finns listade i Catalogue of Life.